# Narope nesope
Narope nesope är en fjärilsart som beskrevs av William Chapman Hewitson 1869. Narope nesope ingår i släktet Narope och familjen praktfjärilar. Inga underarter finns listade i Catalogue of Life.